# Marienburg (Kolonia)
Marienburg, Köln-Marienburg – dzielnica miasta Kolonia w Niemczech, w okręgu administracyjnym Rodenkirchen, w kraju związkowym Nadrenia Północna-Westfalia, na lewym brzegu Renu.